# 野外征服者
大毒蛇機動步兵車（Bushmaster Infantry Mobility Vehicle）是一款澳洲製的裝甲車輛。這款步兵車由澳洲阿德雷德的派利工程公司設計，並得到愛爾蘭添尼科技有限公司部份技術性協助。 派利工程公司隨後將這款步兵車界定為非核心業務，並將它的原型、基本設計和外判契約，全數賣給法國太澳國防集團。 這款步兵車在維省的賓地高進行測試。太澳國防集團已經跟美國Oshkosh貨車公司簽署了契約，假若美國決定訂購的話，可立即進行生產。現時，澳洲陸軍、澳洲皇家空軍、荷蘭皇家陸軍、英國陸軍、新西蘭陸軍均採用這款步兵車。

## 設計
野外征服者的主要功能，是將步兵運送到戰場上。由於野外征服者只配備輕型裝甲，所以角色被澳洲陸軍與生產商界定為機動步兵車（Infantry Mobility Vehicle），而非裝甲運兵車。
野外征服者特別為澳洲北部作戰而設計，每次加油後，視乎哪一個車種，最多能夠運載十名士兵與其裝備和食物行走3天。 這款步兵車裝有空調和飲用水系統，但後者後來因成本昂貴被省去了。但隨後，又因實地操作時發現實在有安裝飲用水系統的需要，而再被重新考慮。
運兵車種上擁有可加裝5.56、7.62和12.7毫米口徑的機關槍或40毫米的榴彈發射器的架設裝置。車後兩個艙口蓋每個均附有架設裝置，可安裝5.56毫米口徑的機關槍。
野外征服者底部的V形單殼設計，能將強大的地雷爆炸威力，向外反射開去，藉此保障車內人員的安全。它的裝甲能夠抵禦7.62毫米口徑的槍擊。
野外征服者能夠經C-130或C-17運輸機運送。

澳洲陸軍於2022/08/11日舉行「2022陸軍參謀長會議」（Chief of Army Symposium 2022）技術展示會，公開首輛電動版的「巨蝮蛇」，澳洲陸軍推出以電池供電的蝮蛇（Bushmaster）裝甲車，並表示該裝甲車將成為部隊的「電動防護軍用車」（electric Protected Military Vehicle, ePMV）核心，電池是由澳洲重型汽車電池製造商3ME科技公司（3ME Technology）開發和供應(Joseph Hsiang)。

## 部署歷史
- 澳洲軍方

到現時為止，澳洲軍方曾5度出動野外征服者：
- 1999年，被部署於東帝汶的聯合國駐東帝汶部隊 (澳洲陸軍)，用作保護貴賓和測試，所用車輛屬首2部原型車。
- 2005年5月，澳洲陸軍附屬的10部野外征服者，跟隨現時名為《西部警惕戰鬥群》的部隊進署伊拉克，2006年9月增加至19部。[2]
- 2005年9月，為數小量的野外征服者，跟隨名為 《拖鞋作戰計劃》 的澳洲特種部隊重新進駐阿富汗。
- 負責2006年英聯邦運動會安全工作的皇家澳洲兵團第六營A班，亦採用了野外征服者。[3]
- 2006年8月派駐阿富汗的2組重建特遣部隊，亦採用了野外征服者。

雖然還未有正式的獨立評估報告推出, 但從澳洲國防部的新聞公報及陸軍內部報章的報導中看到，野外征服者的表現非常出色。曾經在伊拉克乘坐過的乘客亦高度讚揚其舒適度。
不過亦有批評指出，野外征服者炮手所處位置不安全和缺乏食水系統。這些批評，導致澳洲國防部於2006年9月宣佈更改設計，至2007年初已安裝完成，並運往伊拉克和阿富汗。

### 作戰歷史
- 2007年9月20日，荷蘭軍方一輛野外征服者，在阿富汗運送一名20歲戰死軍人其間遇到塔利班的迫擊炮、火箭炮和機關槍襲擊。這輛野外征服者曾多次中彈至不能移動，但車內所有士兵最後均安全無恙。所有士兵隨後在槍林彈雨下，放棄該車輛。由於這輛野外征服者已毀斕不堪，不能重修，最後由荷蘭空軍出動阿帕奇直升機將其摧毀。遇襲士兵隨後由另一輛野外征服者載離。[8]

- 2007年10月19日，一隊荷蘭軍方巡邏人員與塔利班戰士激戰，一輛野外征服者誤中自製炸彈。雖然車上人員沒有一人受傷，但車頭部份損毀嚴重，需要運回荷蘭軍營維修。[9]

- 2007年11月20日，荷蘭國防部宣佈再購置多十部野外征服者，用作取代兩輛損毀和兩輛毀壞的野外征服者，和一輛在阿富汗烏魯茲甘省毀壞的柏迪亞裝甲運兵車。第六輛將運回荷蘭本土作訓練用途，其餘四輛將運送至阿富汗。[10]

## 款式/車種
現時澳洲陸軍和皇家澳洲空軍使用以下數量六款車種：
- 152 架運兵車
- 72 指揮車
- 21 攻擊車
- 23 迫擊炮車
- 23 直接射擊車
- 14 救護車[11]

皇家澳洲空軍使用的運兵車種跟澳洲陸軍使用的有分別。空軍車種備有10個步兵座位和第3個武器架置裝置。
澳洲太澳國防公司研發出兩款新車種，分別是稱為「火王」（FireKing）的民用救火車種，和軍用貨物運輸車種, 稱為裝甲戰鬥支援車。太澳國防公司不斷研發新一代野外征服者車種，其中一款是：銅頭（裝甲戰鬥支援車）。
根據澳洲國家審計辦公室資料顯視，在2000年時，每輛野外征服者的造價，由最平的562,878澳元的運兵車至589,182澳元的救護車不等。

### 生產情況

#### 數量
澳洲陸軍把使用野外征服者的部隊稱為摩托化步兵，而不是機械化步兵。 由於研發的困難，澳洲本土的初期訂單，由370輛減至299輛。至2006年12月，增至443輛 隨後在2007年8月，再收到一張250輛的新訂單。

#### 付運情況
第一批152輛運兵車種於2006年6月7日完成付運。指揮車種亦在2006年中完成付運。其餘不同車種在2007年7月完成所有付運工作, 較原本計劃延遲了3年。
另外，南澳的森林管理公司亦訂購了15輛《火王》型號野外征服者，已於2005年11月完成付運。

## 用户
- 新西蘭
  - 新西蘭陸軍[20]
- 澳洲
  - 澳洲陸軍
    - 第三、第四騎兵團，B班 （第三旅）

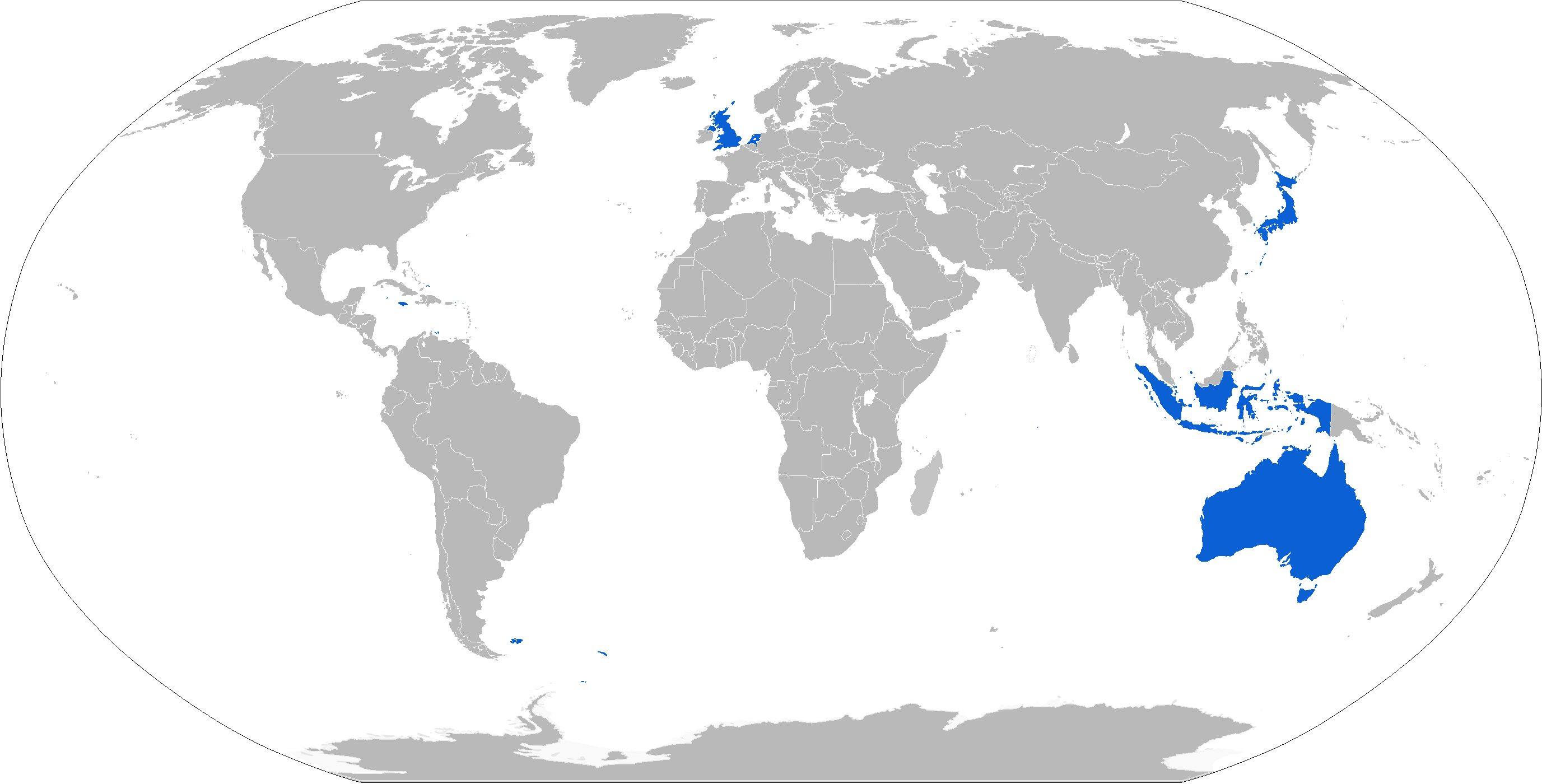

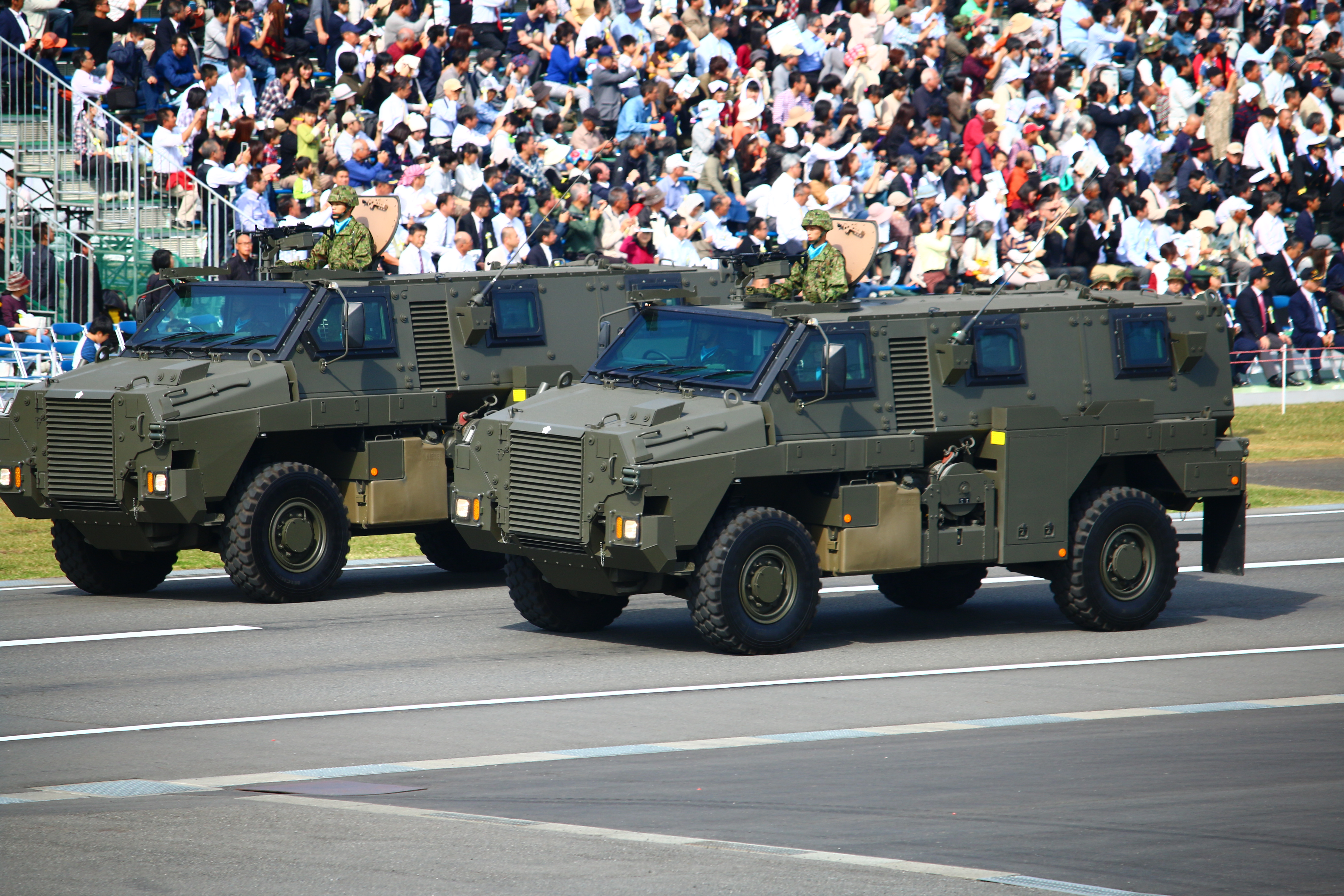
日本陸上自衛隊

    - 皇家澳洲兵團，第五營（支援隊），（第一旅）
    - 皇家澳洲兵團，第七營（支援隊)，（第一旅）
    - 皇家澳洲兵團，第六營（第七旅）
    - 皇家澳洲兵團，第八營
    - 皇家澳洲兵團，第九營[21]
    - 作戰服務支援，第七營（第七旅）
    - 第十二、第十六獵人河槍騎兵（一連）（澳洲後備軍）
    - 作戰部訓練中心
    - 陸軍後勤訓練中心

  - 皇家澳洲空軍
    - 皇家澳洲空軍基地防守隊：
      - 第一基地防守中隊（6部）
      - 第二基地防守中隊（6部）

- 荷蘭
  - 皇家荷蘭陸軍（駐阿富汗）

- 英國
  - 英國陸軍（駐伊拉克）

- 日本
  - 陸上自衛隊（駐中央即應連隊）

- 印度尼西亚

- 牙买加

- 烏克蘭
- 俄羅斯：在2022年俄羅斯入侵烏克蘭期間缴获多輛，其中一架在愛國者公園展出，一架展览於勝利公園。

## 出口
澳洲太澳國防公司負責野外征服者的出口，曾在多個展覽會中展出，並已通過阿聯酋的測試。 野外征服者有可能出口至伊拉克。 直至目前為止，日本陸自、荷蘭陸軍、英國陸軍、印尼陸軍成為野外征服者的外國顧客。

### 荷蘭
2006年7月，荷蘭政府宣佈緊急購入25輛野外征服者，以供荷蘭陸軍在阿富汗使用。 由於事出突然，澳洲軍方唯有將澳洲陸軍中的存貨首先付運給荷蘭方面，以便稍後再為澳洲陸軍重新建造相同數量。有關方面由8月28日起，將23輛野外征服者直接運送至駐阿富汗荷蘭陸軍手中，其餘2輛則運送至荷蘭本土作訓練用途。當中12輛加裝遙控武器系統。 
2007年7月9日，德國的電子光學控股有限公司，取得為荷蘭軍方製造17個遙控武器系統的580萬澳元契約。

### 英國
英國軍方於2008年5月，購買了24輛野外征服者，絕大部份給駐伊拉克英國陸軍使用。 

### 日本
2013年1月16日阿尔及利亚人质危机导致10名日本人死亡后，日本政府于同年11月15日修订了《自卫队法》，允许自卫队在海外上护送日本国民。这需要能够在简易爆炸装置等威胁下进行运输的步兵机动车，由于日本没有防雷车，因此国防部决定购买新装备「输送防护车」；在2013年（2013年）补充预算中分配了四辆车的预算，并开始从海外产品中挑选2014年4月，据报道，大毒蛇装甲车已被选中，采购信息中还指出，它是由Thales Australia公司制造的。
随后，它于2015年3月被部署到中央战备团的「引导运输部队」，这是一支用于海外部署和国内紧急情况的紧急部署部队，并在2015年12月的「2015年海外日本及其他运输训练演习」中首次公开。

### 烏克蘭
澳洲總理2022年4月1日宣布，澳洲將提供烏克蘭一批20輛「野外征服者」裝甲車，協助烏克蘭抵禦俄羅斯的入侵。

### 美國訂單
雖然太澳國防集團已經跟美國Oshkosh貨車公司簽署了契約，但美國還未有訂購的意願。  2007年8月7日，美國正式將野外征服者，由地雷埋伏保護比賽中剔除。

## 註腳
1. ↑  賓地高的同伴上戰場 （页面存档备份，存于）,澳洲人報 2006年11月25日, 2008年7月2日 索取 (英文)
2. ↑  警惕作戰計劃增兵 的存檔，存档日期2007-03-11. - 澳洲國防部長 2004年9月4日, 2008年7月4日 索取 (英文)
3. ↑  《老闆助手作戰計劃》, 皇家澳洲兵團第六營照片 的存檔，存档日期2006-05-29. - 澳洲國防部 2006年3月28日, 2008年7月4日 索取 (英文)
4. ↑  沙漠之王 （页面存档备份，存于） - 澳洲國防部 2005年8月11日, 2008年7月4日 索取 (英文)
5. ↑  裝甲車安全被批評 （页面存档备份，存于） - 雪梨晨鋒報 2006年9月1日, 2008年7月4日 索取 (英文)
6. ↑  士兵的反映令野外征服者更加安全 （页面存档备份，存于） - 澳洲國防部 2006年9月1日, 2008年7月4日 索取 (英文)
7. ↑  2007年4月 國防物料部 達標 （页面存档备份，存于） - 澳洲國防部, 2008年7月4日 索取 (英文)
8. ↑  荷蘭士兵在烏魯茲甘省殉職 的存檔，存档日期2007-10-19. - 荷蘭報章報導 2007年9月20日,  2008年7月3日 索取 (英文)
9. ↑  野外征服者損毀 的存檔，存档日期2008-04-20. - 荷蘭國防部 2007年10月20日,  2008年7月3日 索取 (英文)
10. ↑  再添置野外征服者[永久] - 荷蘭國防部 2007年11月20日,  2008年7月3日 索取 (英文)
11. ↑  《澳紐防禦者》雜誌 2006年 春季 第55期 第57頁，「野外征服者」開始生產
12. ↑  加強安全 的存檔，存档日期2007-08-30. - 空軍消息 2006年7月13日, 2008年7月3日 索取 (英文)
13. ↑  第66期追求 的存檔，存档日期2006-08-21. - 澳洲國防工業公司, 2008年7月3日 索取 (英文)
14. 1 2  國防野外遠征者計劃：購入機動步兵車 的存檔，存档日期2006-09-17. - 澳洲國家審計辦公室
15. 1 2  為野外征服者推銷 （页面存档备份，存于） - 雪梨晨鋒報 2004年5月1日, 2008年7月3日 索取 (英文)
16. ↑  野外征服者送交陸軍第三旅 的存檔，存档日期2008-07-30. - 澳洲國防部長 2007年2月23日, 2008年7月4日 索取 (英文)
17. ↑  澳洲國防部隊增購250輛野外征服者 （页面存档备份，存于） - 墨爾本時代報 2007年8月18日, 2008年7月4日 索取 (英文)
18. ↑  野外征服者交付國防部部長助理新聞稿 （页面存档备份，存于） - 澳洲國防部 2006年6月7日, 2008年7月3日 索取 (英文)
19. ↑  火王救火車隊火災季節前準備就緒-新聞稿 （页面存档备份，存于） - 南澳森林管理公司 2005年11月24日, 2008年7月3日 索取 (英文)
20. ↑  . www.upmedia.mg.   [2024-05-01]. （原始内容存档于2024-05-01）.
21. ↑  皇家澳洲兵團，第八、第九營在完成2008年訓練後將會使用更多數量的野外征服者。 更強大軍隊: 第一期批准 的存檔，存档日期2008-08-01. - 澳洲國防部長 2006年12月7日, 2008年7月4日 索取 (英文)
22. ↑  野外征服者裝甲車 （页面存档备份，存于） - 軍隊科技 (英文)
23. ↑  荷蘭為阿富汗駐軍花費2,500萬歐元購置野外征服者 （页面存档备份，存于） - 國防工業日報 2006年8月7日, 2008年7月3日
24. ↑  遙控武器系統突被 的存檔，存档日期2007-09-29. - 電子光學控股有限公司 2007年7月13日, 2008年7月3日 索取 (英文)
25. ↑  英國佬買我們的軍車 （页面存档备份，存于） - 澳洲人報 2008年5月14日, 2008年7月3日 索取 (英文)
26. ↑  防衛省、輸送防護車４両購入へ 邦人搬送に投入、補正予算案に （页面存档备份，存于） 共同通信 2013年12月9日
27. ↑  .   [2022-09-19]. （原始内容存档于2022-09-22）.
28. ↑  「輸送防護車　初登場　「騒乱」状況下で邦人輸送訓練」『朝雲新聞』第3191号、朝雲新聞社、2016年1月14日、3面
29. ↑   (PDF).   [2022-09-19]. （原始内容存档 (PDF)于2021-12-05）.
30. ↑  .   [2022-09-19]. （原始内容存档于2022-11-28）.
31. ↑  .   [2022-09-19]. （原始内容存档于2022-09-20）.
32. ↑  記者洪哲政. . 自由時報.   [2022-04-01]. 原始内容存档于2022-08-08 （中文（臺灣））.
33. ↑  美國陸軍向澳洲購買野外征服者 （页面存档备份，存于） - 澳洲廣播公司 2006年6月29日,  2008年7月3日 索取 (英文)
34. ↑  顧左右而言他 的存檔，存档日期2007-11-13. - 澳洲第九號電視台
35. ↑  地雷埋伏保護比賽: Oshkosh 失敗的兩個原因 （页面存档备份，存于） - 國防工業日報

## 外部連結
- Land 116 - 野外遠征者 計劃 -澳洲國防物料部
- 澳洲國防工業公司 太澳 野外征服者 - 澳洲國防工業公司
- 購入機動步兵車 - 澳洲國家審計辦公室
- 野外遠征者準備好 - 國防刋物
- 計劃 - 四驅在線